# Lytta sanguineoguttata
Lytta sanguineoguttata is een keversoort uit de familie van oliekevers (Meloidae). De wetenschappelijke naam van de soort is voor het eerst geldig gepubliceerd in 1880 door Haag-Rutenberg.
De toestand van de soort is onduidelijk. In 1960 werd deze soortnaam geschrapt, maar later wordt deze schrapping betwist.